# Джамель Зідан
Джамель Зідан (араб. جمال زيدان, нар. 28 квітня 1955, Алжир) — алжирський футболіст, що грав на позиції нападника.
Виступав, зокрема, за клуби «УСМ Алжир», «Кортрейк» та «Ватерсхей Тор», а також національну збірну Алжиру.

## Клубна кар'єра
У дорослому футболі дебютував 1967 року виступами за команду «УСМ Алжир», в якій провів п'ять сезонів.
У сезоні 1976/77 недовго виступав за французький «Корбей-Ессонн» з Дивізіону 3, після чого перебрався до Бельгії, де грав за ничолігові «Екло» та «Сінт-Ніклас».
Своєю грою за останню команду привернув увагу представників тренерського штабу «Кортрейка» з вищого бельгійського дивізіону, до складу якого приєднався 1980 року. Відіграв за команду з Кортрейка наступні чотири сезони своєї ігрової кар'єри. Більшість часу, проведеного у складі «Кортрейка», був основним гравцем атакувальної ланки команди.
Влітку 1985 року уклав контракт з іншим клубом елітного бельгійського дивізіону клубом «Ватерсхей Тор», у складі якого провів наступні два роки своєї кар'єри гравця.
Завершив професійну ігрову кар'єру у нижчоліговому французькому клубі «Пезе-ле-Сек», за який виступав протягом 1988—1990 років.

## Виступи за збірну
8 січня 1975 року дебютував в офіційних матчах у складі національної збірної Алжиру в товариській грі проти збірної Албанії (4:2). 
У складі збірної був учасником чемпіонату світу 1982 року в Іспанії та чемпіонату світу 1986 року у Мексиці та на другому з них відзначився у грі проти збірної Північної Ірландії зі штрафного удару, і цей гол став єдиним для алжирців на тому турнірі. Ще раніше Зідан став півфіналістом Кубка африканських націй 1982 року.
Протягом кар'єри у національній команді, яка тривала 14 років, провів у формі головної команди країни лише 15 матчів, забивши 4 голи.

## Титули і досягнення
- Бронзовий призер Кубка африканських націй: 1984